# Talobre
Le Talobre est une rivière se jetant dans le Lez, affluent du Rhône en nord Vaucluse.

## Géographie
La longueur de son cours est de 10,50 km.

## Communes traversées
Le cours d'eau traverse plusieurs communes, sur deux départements :
- Drôme : La Baume-de-Transit, Suze-la-Rousse.
- Vaucluse : Richerenches,Valréas, Visan.

## Principaux affluents
- ruisseau petit talobre
- ravin de la mare d'eau